# Kleinau
Kleinau è una frazione della città tedesca di Arendsee (Altmark), nella Sassonia-Anhalt.

Comprende le località di Dessau e Lohne.

## Storia
Kleinau fu nominata per la prima volta nel 1274.

Costituì un comune autonomo fino al 1º gennaio 2010.